# Go (Jónsi)
Go è il primo album in studio del musicista islandese Jónsi, pubblicato il 5 aprile 2010 dalla Parlophone.

## Descrizione
Secondo un'intervista che ha rilasciato l'autore, l'idea iniziale era quella di incidere un album prevalentemente acustico e minimalista. Successivamente, ritrovatosi in sala di registrazione, ha avuto l'ispirazione per qualcosa di nuovo e diverso dai suoi lavori precedenti sia da solista sia con i Sigur Rós.
La quarta traccia dell'album, Boy Lilikoi, è stata resa disponibile al download gratuito dal sito di Jónsi a coloro i quali si fossero iscritti alla mailing list del sito stesso. Kolniður è stata utilizzata alla fine dell'episodio Lauren della sesta stagione di Criminal Minds e nel trailer di Real Steel. Around Us è stata inclusa nella colonna sonora di FIFA 11.

## Promozione
Go è uscito in edizione standard e speciale, quest'ultimo comprensivo di un DVD aggiuntivo con alcuni brani eseguiti al Working Men's Club e il video del primo singolo Go Do. Contemporaneamente è stato reso disponibile anche l'album video Go Quiet - A Film, registrato tra dicembre 2009 e gennaio 2010 da Jónsi stesso insieme a Dean Deblois; il filmato mostra l'esecuzione acustica di tutti i brani dell'album che Jónsi ha tenuto nella sua casa di Reykjavík e secondo Deblois l'intento della pubblicazione nasce per rispecchiare la malinconia di un anno passato e la sensazione dolce-amara che porta un nuovo anno, la mattina dopo una festa a casa del musicista.
L'album è stato inoltre promosso in tour e il 29 novembre 2010 è uscito l'album dal vivo Go Live, contenente estratti audio e video dal suddetto tour. Oltre alle tracce di Go vi sono pezzi inediti come Stars in Still Water, Icicle Sleeves , Saint Naive, New Piano Song e Sticks & Stones, composto per la colonna sonora di Dragon Trainer.

## Accoglienza
Go ha ricevuto opinioni positive da parte della critica specializzata, totalizzando 77/100 sul sito Metacritic. La maggior parte della critica loda gli arrangiamenti del musicista Nico Muhly e la voce eterea di Jónsi, mentre altre recensioni discutono la mancanza di coesione dell'album.

## Tracce
Testi e musiche di Jón Þór Birgisson.
1. Go Do – 4:41
2. Animal Arithmetic – 3:24
3. Tornado – 4:15
4. Boy Lilikoi – 4:30
5. Sinking Friendships – 4:42
6. Kolniđur – 3:56
7. Around Us – 5:18
8. Grow Till Tall – 5:21
9. Hengilás – 4:15

Tracce bonus nell'edizione giapponese
1. Sinking Friendships (Acoustic) – 4:00
2. Tornado (Acoustic) – 3:57

DVD bonus nell'edizione speciale
1. Jónsi and Nico Live at the Working Men's Club
2. Go Do (Video)

## Formazione
Hanno partecipato alle registrazioni, secondo le note di copertina:
Musicisti
- Jón Þór Birgisson – voce, campionatore, chitarra, pianoforte, ukulele, glockenspiel
- Samuli Kosminen – batteria, percussioni, kalimba, arpa
- Nico Muhly – pianoforte, celesta, glockenspiel, arrangiamento strumenti ad arco, ottoni e aerofoni
- Alex Somers – chitarra, pianoforte, celesta, glockenspiel, campionatore
- Hideaki Aomori – clarinetto
- Edward Burns – fagotto
- Christa Robinson – oboe, corno
- Alexandra Sopp – flauti
- William Lang – trombone basso
- David Nelson – trombone
- David Byrd-Marrow – corno francese
- Kate Sheeran – corno francese
- Caleb Burhans – violino
- Courtney Orlando – violino
- Nadia Sirota – viola
- John Pickford Richards – viola
- Clarice Jenson – violoncello
- Brian Snow – violoncello
- Logan Coale – contrabbasso

Produzione
- Jón Þór Birgisson – produzione
- Alex Somers – produzione
- Peter Katis – produzione, ingegneria del suono
- Greg Giorgio – assistenza tecnica
- Tom Elmhirst – missaggio
- Dan Parry – assistenza al missaggio
- Ted Jensen – mastering

## Classifiche
| Classifica (2010)         | Posizione massima |
| ------------------------- | ----------------- |
| Belgio (Fiandre)          | 6                 |
| Belgio (Vallonia)         | 37                |
| Francia                   | 86                |
| Germania                  | 100               |
| Italia                    | 74                |
| Paesi Bassi               | 84                |
| Regno Unito               | 20                |
| Stati Uniti               | 23                |
| Stati Uniti (alternative) | 1                 |
| Stati Uniti (independent) | 3                 |
| Stati Uniti (rock)        | 4                 |
| Svezia                    | 35                |
| Svizzera                  | 31                |